# La Trinidad (Balancán)
La Trinidad es una localidad del municipio de Balancán ubicado en la subregión de los Ríos del estado mexicano de Tabasco.

## Geografía
La localidad se ubica a 25.9 kilómetros (en dirección sur) de la localidad de Balancán de Domínguez, la cabecera y lugar más poblado del municipio. Se sitúa en las coordenadas geográficas 18°02′19″N 91°30′40″O / 18.038611, -91.511111, a una elevación de 11 metros sobre el nivel del mar.

## Demografía
Según el Conteo de Población y Vivienda 2020, efectuado por el Instituto Nacional de Estadística y Geografía, la localidad de La Trinidad tiene 43 habitantes, de los cuales 21 son del sexo masculino y 22 del sexo femenino. Su tasa de fecundidad es de 3.25 hijos por mujer y tiene 13 viviendas particulares habitadas.
| Gráfica de evolución demográfica de La Trinidad entre 1995 y 2020 |
|                                                                   |
| INEGI.                                                            |